# Niederrheinische Gesellschaft für Vor- und Frühgeschichtsforschung Duisburg
Die Niederrheinische Gesellschaft für Vor- und Frühgeschichtsforschung Duisburg ist ein eingetragener gemeinnütziger Verein mit Sitz in Duisburg.
Die Gesellschaft widmet sich der Förderung von Archäologie und Geschichte, insbesondere der Vor- und Frühgeschichte Duisburgs und des Niederrheins und unterstützt wissenschaftliche Forschung, Lehre sowie die archäologische Denkmalpflege. Die Satzung legt fest, dass dies insbesondere durch wissenschaftliche Veranstaltungen und Forschungsvorhaben sowie durch Unterrichtung der Öffentlichkeit in Wort, Bild und Schrift verwirklicht wird. Alle Veranstaltungen stehen unter der Leitung anerkannter Fachleute.
Sie richtet sich an alle, die sich für Archäologie und Geschichte interessieren. Den Mitglieder wird viermal jährlich die Zeitschrift „Verein Niederrhein“ zugeschickt.

## Geschichte
Die Gesellschaft geht zurück auf die am 16. November 1921 gegründete „Gesellschaft für Niederrheinische Vorgeschichtsforschung“. Zu den Gründungsmitgliedern gehörte der 17-jährige Rudolf Stampfuß, ein später bekannter Archäologe. Die Gesellschaft löste sich 1938 auf und wurde am 8. November 1955 als „Niederrheinische Gesellschaft für Heimatpflege“ wiedergegründet und später in den heutigen Vereinsnamen umbenannt. Mitglieder der Gesellschaft waren unter anderem Mitarbeiter und Helfer bei Grabungen und Fundbergungen in Duisburg.
Seit 1978 ist der Archäologe Günter Krause der 1. Vorsitzende. Er setzte sich unter anderem als Stadtarchäologe für die Erhaltung der Zeugnisse aus Duisburgs Geschichte ein.
Die Gesellschaft hatte im Jahr 2021 115 Mitglieder.